# Johnny O’Neal

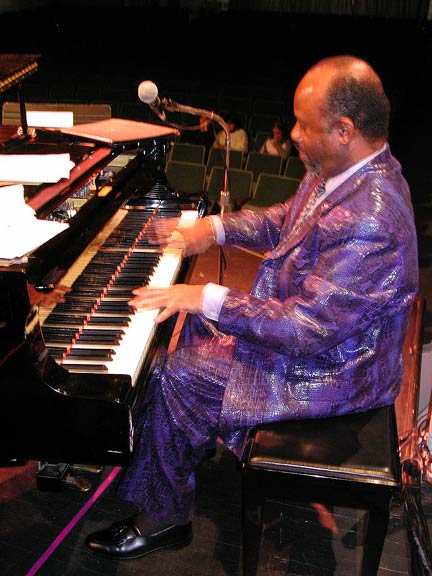
Johnny O’Neal (2006)

Johnny O’Neal (* 10. Oktober 1956 in Detroit, Michigan) ist ein US-amerikanischer Jazzpianist und Sänger, der auch Gospel und Blues spielt. 1997 wurde O’Neal in die Alabama Jazz Hall of Fame aufgenommen.

## Leben und Wirken
Johnny O’Neals Vater war Pianist und Sänger, er selbst ist Autodidakt. O’Neal begann seine Laufbahn als Teenager als Gospelpianist in der Kirche. Inspiriert von Oscar Peterson, Art Tatum und Bud Powell, erkundete er ab 1976 die Jazzmusik. Er wurde von Ray Brown entdeckt und gefördert und wurde Mitglied der Band von Milt Jackson. Nachdem er bei Sonny Stitt, Eddie Lockjaw Davis und Buddy DeFranco tätig war, zog er 1982 nach New York City. Nachdem er regelmäßig mit Clark Terry gespielt hatte, wurde er Mitglied in Art Blakeys Jazz Messengers (1982–1983). Er hat seitdem meist eigene Gruppen geleitet und für Concord Records, Parkwood und Justin Time aufgenommen. Weiterhin arbeitete er mit Dizzy Gillespie, Joe Pass, Nancy Wilson, Anita O’Day, Lionel Hampton, Kenny Burrell, Sonny Stitt oder Benny Golson und trat auf Festivals in Europa, Australien und Japan auf. An der Tournee der Ray Charles Band 2005 nahm er als Pianist teil.
O’Neal interpretiert Stücke mit einer Leichtigkeit, innovativ und sensibel, und in einer Vielseitigkeit, die Gospel, Blues und Mainstream Jazz verwebt. O’Neal bezeichnet sich als an Liedern orientiert. Sein Vater wies ihn darauf hin, dass die Textkenntnis der Lieder Dynamik und eine bessere Interpretation der Melodie schaffe. Seine eigenen Kompositionen sind auf diese Weise lyrisch. Er fühlt sich den Stilen der Meister des Jazz verpflichtet.
Im Hollywoodfilm Ray geht Ray Charles, der von Jamie Foxx gespielt wurde, in Toledo (Ohio) in einen Nachtclub, um den dort konzertierenden legendären Jazzpianisten Art Tatum zu erleben, der von Johnny O’Neal gespielt wird. Oscar Peterson empfahl ihn für diese Rolle.

## Würdigung
Mulgrew Miller stellt im Interview fest:

“There are so many outstanding things about Johnny’s playing... Number one: the touch. Johnny has a million dollar touch. Very few people touch the piano like that to get that kind of sound and feeling…. The other thing is his feeling of swing, which is so natural. Then there’s Johnny’s personality - so engaging. And Johnny can play a ballad like few people, if any. I’ve always held his talent in the highest regard, and I think he’s a very special artist”

„Es gibt so viele auffallende Dinge an Johnnys Spiel. Zwei oder drei der auffallendsten: Erstens, der Anschlag. Johnny hat den eine Milliondollaranschlag. Nur sehr wenige Menschen schlagen das Klavier so an, damit sie diese Art Klang und Empfindung bekommen. Die andere Sache ist sein Gefühl für den swing, der so natürlich ist. Und da ist Johnnys Charakter, ein sehr einnehmender. Und Johnny kann Balladen wie nur wenige Menschen spielen, wenn überhaupt einer. Ich habe sein Talent immer sehr geschätzt und ich denke, er ist ein besonderer Künstler.“

## Diskographische Hinweise
Alben unter eigenem Namen
- Coming Out (Concord Jazz, 1982) mit Ray Brown, Frank Severino
- Soulful Swinging (Parkwood, 1985)
- Live at Baker’s Keyboard Lounge (Parkwood, 1985)
- On the Montreal Scene (Justin Time, 1995)
- In Good Hands (Jazzabel, 2002)
- Live at Smalls (Smalls Live, 2014)

Alben als Begleitmusiker
- Art Blakey & The Jazz Messengers: Oh-By the Way (Timeless, 1982)
- Art Blakey & The Jazz Messengers: Aurex Jazz Festival ’83 (EastWorld, 1983)
- Urbie Green: Just Friends (JLR, 1981)
- Milt Jackson: Hi Fly (JlR, 1980)
- Ed Thigpen: Easy Flight (Reckless, 1989)